# Movimiento Alternativa Social
Movimiento Alternativo Social es un partido político mexicano del estado de Morelos fundado en 2020. Ideológicamente el partido se considera de centroizquierda socialdemócrata.

## Historia
El partido Movimiento Alternativa Social surgió en enero de 2019 como una organización civil. Obtuvo su registro como partido político ante el Instituto Morelense de Procesos Electorales y Participación Ciudadana (IMPEPAC) en agosto de 2020. Al mismo tiempo, se registró el partido estatal «Más Apoyo Social», con el cual compartía las siglas «MAS» y el uso del signo de suma como símbolo. Movimiento Alternativa Social impugnó el nombre del otro partido por considerar que generaba confusión. En enero de 2021 el Tribunal Electoral del Poder Judicial de la Federación le dio la razón y ordenó a «Más Apoyo Social» dejar de usar la simbología impugnada y, tras las elecciones estatales de 2021, escoger un nuevo nombre para su agrupación.
En las elecciones estatales de 2021 fue una fuerza política menor. Obtuvo 2.98% de los votos para el Congreso del Estado de Morelos y 4% de los votos en el conjunto de los ayuntamientos. No consiguió representación alguna en el congreso estatal ni llegó a encabezar ningún ayuntamiento. El partido logró conservar su registro debido a la votación obtenida en la elección de ayuntamientos.
En octubre de 2023 el IMPEPAC determinó retirarle el registro al partido debido a que no cumplía con el mínimo de militantes afiliados para mantener el registro. El Movimiento Alternativa Social impugnó la decisión ante el Tribunal Electoral del Estado de Morelos, que en noviembre de 2023 decidió permitirle mantener su registro por fallas en el proceso de revocación, y autorizarlo a participar en las elecciones estatales de 2024.
En las elecciones estatales de 2024 el partido se incorporó a la coalición «Sigamos Haciendo Historia», junto al partido Movimiento Regeneración Nacional (Morena), el Partido del Trabajo (PT), el Partido Verde Ecologista de México (PVEM), el partido Nueva Alianza Morelos (NAM) y el Partido Encuentro Solidario de Morelos (PESM).

## Resultados electorales

### Gobernador
|  | 0.91 % |

|  | 47.87 % |

### Congreso del estado
|  | 2.98 % |

|  | 1.31 % |

### Ayuntamientos
|  | 4.00 % |

|  | 1.95 % |